# Campeonato Paulista de Futebol Sub-20 de 2007
O Campeonato Paulista de Futebol Sub-20 de 2007 foi a quinquagésima primeira edição desta competição amadora disputada entre 4 de agosto e 15 de dezembro por jogadores com até 20 anos de idade e organizada pela Federação Paulista de Futebol. Na ocasião, 47 equipes participaram da edição, que foi conquistada pelo Santos após derrotar o XV de Piracicaba na decisão.

## Primeira fase
Fonte.

### Grupo 2
a.^  O Linense foi punido pelo TJD e perdeu 6 pontos.

### Grupo 7
a.^  O Juventus foi punido pelo TJD e perdeu 12 pontos.

## Segunda fase
Fonte.

### Grupo 10
a.^  A Ponte Preta foi punida pelo TJD e perdeu 6 pontos.

## Fase final
|  | Quartas de final    | Quartas de final    | Quartas de final    | Quartas de final    |   |                  | Semifinais                     | Semifinais                     | Semifinais                     | Semifinais                     |  |                  | Final              | Final              | Final              | Final              |  |  |
|  | 10 a 18 de novembro | 10 a 18 de novembro | 10 a 18 de novembro | 10 a 18 de novembro |   |                  | 24 de novembro a 1 de dezembro | 24 de novembro a 1 de dezembro | 24 de novembro a 1 de dezembro | 24 de novembro a 1 de dezembro |  |                  | 8 e 15 de dezembro | 8 e 15 de dezembro | 8 e 15 de dezembro | 8 e 15 de dezembro |  |  |
|  |                     |                     |                     |                     |   |                  |                                |                                |                                |                                |  |                  |                    |                    |                    |                    |  |  |
|  | XV de Piracicaba    | 1                   | 4                   | 5                   |   |                  |                                |                                |                                |                                |  |                  |                    |                    |                    |                    |  |  |
|  | Votoraty            | 1                   | 1                   | 2                   |   |                  |                                |                                |                                |                                |  |                  |                    |                    |                    |                    |  |  |
|  | Votoraty            | 1                   | 1                   | 2                   |   | XV de Piracicaba | 1                              | 2                              | 3                              |                                |  |                  |                    |                    |                    |                    |  |  |
|  |                     |                     |                     |                     |   | XV de Piracicaba | 1                              | 2                              | 3                              |                                |  |                  |                    |                    |                    |                    |  |  |
|  |                     | São Bento           | 1                   | 1                   | 2 |                  |                                |                                |                                |                                |  |                  |                    |                    |                    |                    |  |  |
|  | São Carlos          | São Bento           | 1                   | 1                   | 2 | 2                | 1                              | 3                              |                                |                                |  |                  |                    |                    |                    |                    |  |  |
|  | São Carlos          |                     |                     |                     |   | 2                | 1                              | 3                              |                                |                                |  |                  |                    |                    |                    |                    |  |  |
|  | São Bento           | 2                   | 1                   | 3                   |   |                  |                                |                                |                                |                                |  |                  |                    |                    |                    |                    |  |  |
|  | São Bento           | 2                   | 1                   | 3                   |   |                  |                                |                                |                                |                                |  | XV de Piracicaba | 1                  | 0                  | 1                  |                    |  |  |
|  |                     |                     |                     |                     |   |                  |                                |                                |                                |                                |  | XV de Piracicaba | 1                  | 0                  | 1                  |                    |  |  |
|  |                     | Santos              | 3                   | 1                   | 4 |                  |                                |                                |                                |                                |  |                  |                    |                    |                    |                    |  |  |
|  | Corinthians         | Santos              | 3                   | 1                   | 4 | 2                | 3                              | 5                              |                                |                                |  |                  |                    |                    |                    |                    |  |  |
|  | Corinthians         |                     |                     |                     |   | 2                | 3                              | 5                              |                                |                                |  |                  |                    |                    |                    |                    |  |  |
|  | São Paulo           | 2                   | 0                   | 2                   |   |                  |                                |                                |                                |                                |  |                  |                    |                    |                    |                    |  |  |
|  | São Paulo           | 2                   | 0                   | 2                   |   | Corinthians      | 0                              | 1                              | 1                              |                                |  |                  |                    |                    |                    |                    |  |  |
|  |                     |                     |                     |                     |   | Corinthians      | 0                              | 1                              | 1                              |                                |  |                  |                    |                    |                    |                    |  |  |
|  |                     | Santos              | 1                   | 3                   | 4 |                  |                                |                                |                                |                                |  |                  |                    |                    |                    |                    |  |  |
|  | São Caetano         | Santos              | 1                   | 3                   | 4 | 0                | 0                              | 0                              |                                |                                |  |                  |                    |                    |                    |                    |  |  |
|  | São Caetano         |                     |                     |                     |   | 0                | 0                              | 0                              |                                |                                |  |                  |                    |                    |                    |                    |  |  |
|  | Santos              | 2                   | 3                   | 5                   |   |                  |                                |                                |                                |                                |  |                  |                    |                    |                    |                    |  |  |

## Premiação
| Campeonato Paulista de Futebol Sub-20 de 2007 |
| --------------------------------------------- |
| Santos Campeão (2.º título)                   |